# 手机 (电视剧)
《手机》是一部中国大陆电视剧，由沈严、王雷执导，宋方金编剧，王志文、陈道明、梅婷、刘蓓、柯蓝主演。2010年5月起北京卫视、浙江卫视等中国内地电视台播出。

## 剧情简介
本剧在清谈类节目《有一说一》因主管变动而面临危机的背景下展开，主持人严守一和总策划费墨为寻找保持原来节目风格又能提高收视率的方法而不断探索……在这个过程中严守一又经历着复杂的情感纠葛。

## 主要演员
| 演員   | 角色   | 介紹                         |
| 王志文 | 严守一 | 清谈类节目《有一说一》主持人 |
| 陈道明 | 费墨   | 清谈类节目《有一说一》总策划 |
| 梅婷   | 于文娟 | 严守一妻子，后与其离婚       |
| 刘蓓   | 李燕   | 费墨妻子                     |